# Åger
Oprindelig er åger det at tage en højere rente af et lån end den, der er tilladt ved lovgivning. I nyere tid også det at skaffe sig urimelig fordel af et udlån eller en anden retshandel ved at udnytte låntagerens nød, letsindighed eller mangel på erfaring. Tidligere var det ofte forbudt at tage renter i det hele taget, og så længe handelsforholdene var enkle, var der ingen brug for pengekreditten, og derfor opstillede man sætningen da penge er ufrugtbare, kan de ikke frembringe penge (latin nummus non nummum parit). Det var ud fra denne betragtning, og i særdeleshed fordi udlån mod rente let skaber grundlag for ulovlig tvang mod låntageren, at man forkastede rentetagning i al almindelighed. Lån skulle i stedet betragtes som en barmhjertigheds- og kærlighedsgerning.
Efter mosaisk ret var formuende folk endog forpligtede til at yde rentefrit lån til deres landsmænd (dog oprindeligt kun når disse var fattige, men senere blev kravet ubetinget). Efter romersk ret var det derimod tilladt at tage rente i de fleste tilfælde. Ifølge de 12 tavlers love var den højest tilladte rente 8 1/3 % pro anno (foenus unciarium', dvs. et lån, hvor renten var en tolvtedel af lånebeløbet). Senere blev rentefoden nedsat til det halve, og ved Lex Genusia fra år 332 f.Kr. blev det endog forbudt romerske borgere overhovedet at tage rente af hinanden. Dette forbud blev dog ikke overholdt, og omkring Kristi fødsel var den højest tilladte rente steget til 1% om måneden. Efter Justinians lovgivning måtte købmænd tage 8 % pro anno, personer af den højeste rangklasse (homines illustres) 4% og andre 6%. Derimod var det forbudt at tage rentes rente (anatocisme).
I middelalderen var opfattelsen, at det var forkasteligt overhovedet at tage renter. Dette har sikkert delvis haft sin virkelige grund i, at man kunne undvære lån mod renter under de forarmede forretningsforhold, der fandtes i begyndelsen af perioden, men officielt fremtrådte det som et udtryk for en religiøs betragtning, der var i overensstemmelse med mosaisk ret. I begyndelsen var det forbudt for de gejstlige alene, men i 443 erklærede paven det for en fordømmelig handling, også når lægfolk tog renter, på konciliet i Vienne 1311 blev endelig de, der bedrev åger, truet med udelukkelse fra nadveren samt med frakendelse af retten til at oprette testamente og til at blive begravet i indviet jord. Denne kanoniske retsregel med det absolutte forbud mod åger blev gældende i hele Europa. Men medens det i andre lande også blev underbygget gennem den verdslige lovgivning, bestod forbuddet i Danmark kun, indtil den kanoniske ret havde tabt sin gyldighed ved reformationen i 1536. Ganske vist blev det erklæret for usømmeligt og ukristeligt at tage renter ifølge Christian 3.s lovgivning, men samtidig var det dog tilladt at kræve 5% pro anno af lån i form af penge, korn eller andet. Denne maksimumgrænse blev forhøjet til 6 % under Christian 5..
6 %-reglen er optaget i Christian 5.'s Danske Lov 5-14-5, og den er endnu formelt i kraft med hensyn til lån af andet end penge, men bliver ikke anvendt. Hvad angår pengelån, blev den højeste tilladte rente først nedsat til 5% i 1813, senere til 4% i 1820, men ved lov af 6. april 1855 blev al rentetagen givet fri, undtagen hvad angår udlån imod pant i fast ejendom. Ved det sidste er den højeste tilladte årlige rente stadig 4%, dog kan man altid begære en gratis bevilling til at tage indtil 6%, jf. lov nr. 52 af 27. marts 1912.
Omtrent samtidig med loven af 1855 havde de fleste andre europæiske stater (undtagen Frankrig) udstedt love, der gav rentefoden fri. Ågerlovgivningen var nemlig blevet ivrigt angrebet fra slutningen af det 18. århundrede. Det blev hævdet, at et mere tæt, økonomisk samkvem ikke blot nødvendiggjorde, at man havde adgang til at tage en vis højere rente end tidligere tilladt, men man måtte – blev det sagt – efter omstændighederne have ret til at tage en hvilken som helst rente. Argumentet var nemlig, at det ikke alene var umuligt at fastsætte en maksimumrente, fordi prisen på penge nødvendigvis måtte være skiftende. Men desuden var det også umuligt bare at fastslå en passende maksimalrente for de enkelte typer af kontraktforhold. Bl.a. måtte større eller mindre risiko ved at yde lånet motivere en stærkt vekslende rentefod. På den anden side virkede ågerlovene alligevel ikke, som de skulle, for de var lette at omgå. Den tvang, som loven pålagde kreditor, førte kun til, at man lavede sig smutveje, (gennem store forudbetalinger eller ved at påtage sig større gæld, end det man havde lånt, gennem høje provisioner, når lånet skulle fornyes, eller påtvingelse af varekøb til urimelige priser), så på den måde blev låntagerens vilkår endnu hårdere.
I nyere tid har man atter givet love imod åger og fastsat straf for overtrædelse. Man har søgt at formulere lovbud, der ramte kernen i ågerforbrydelsen mere præcist end de tidligere love: at udnytte andres nød, letsindighed eller mangel på erfaring til skaffe sig urimelige fordele. I den danske rigsdag blev der i samlingen 1886-87 forelagt et lovforslag fra regeringen, det blev ikke vedtaget. Forslaget stemte i hovedtrækkene med den tyske rigslov af 24. maj 1880, jf. også østrigsk lov af 28. maj 1881. Senere har svensk lov om åger af 14. juni 1901 og norsk straffelov (1902) i §§295-297 indført lignende straffebestemmelser. Lovgivningerne erklærer nu også indgåede kontrakter med ågerrenter for ugyldige, se norsk lov (1902) om straffelovens ikrafttræden §17, tysk borgerlig lovbog § 138, schweizisk obligationsretslov (1911) §21, altsammen i henhold til almindelige regler om kontrakters ugyldighed.
Også den skandinaviske obligationsretskomités forslag af 1913 til lov om aftaler med videre indeholder i §32 tilsvarende regler: Når nogen har
udnyttet en andens nød, letsind, enfoldighed, uerfarenhed eller et afhængighedsforhold mellem dem til at opnå eller kræve fordele, som står i åbenbart misforhold til, hvad derfor ydes osv.
Vanskeligheden ved lovgivning imod åger ligger i, at man ikke kan finde nogen sikker ydre grænse mellem det ulovlige og det lovlige, da man har opgivet at fastsætte grænser for tilladt rente pro anno. I stedet må man overlade alt væsentligt til domstolenes skøn.

## Åger i gældende dansk strafferet
Straffelovens § 282
For åger straffes den, som udnytter en anden persons betydelige økonomiske eller personlige vanskeligheder, manglende indsigt, letsind eller et bestående afhængighedsforhold til i et aftaleforhold at opnå eller betinge en ydelse, der står i væsentligt misforhold til modydelsen, eller som der ikke skal ydes vederlag for.
Det objektive gerningsindhold
Udnyttelse (groft misbrug) af en anden persons
- Betydelige økonomiske vanskeligheder
- Betydelige personlige vanskeligheder
- Manglende indsigt (generelt el. konkret)
- Letsind (generelt el. konkret)
- Et bestående afhængighedsforhold

Udnyttelsen skal ske som led i et aftaleforhold for at opnå/betinge en ydelse der enten
- Står i væsentligt misforhold til modydelsen eller
- Ikke skal ydes vederlag for (gave)

Forbrydelsen er fuldbyrdet, når ydelsen er modtaget.
De subjektive betingelser:
- Kendskab til de momenter som begrunder udnyttelse
- Kendskab til de relevante momenter vedr. modpartens forhold
- Kendskab til betydelige økonomiske eller personlige vanskeligheder, manglende indsigt eller letsind
- Kendskab til de momenter som begrunder at et afhængighedsforhold består
- Kendskab til den værdiforskel, som begrunder væsentlig misforhold (heri kan kravet om uberettiget vinding for sig eller andre (samt tilsvarende tab) siges at ligge)